# Nakano, Tokyo

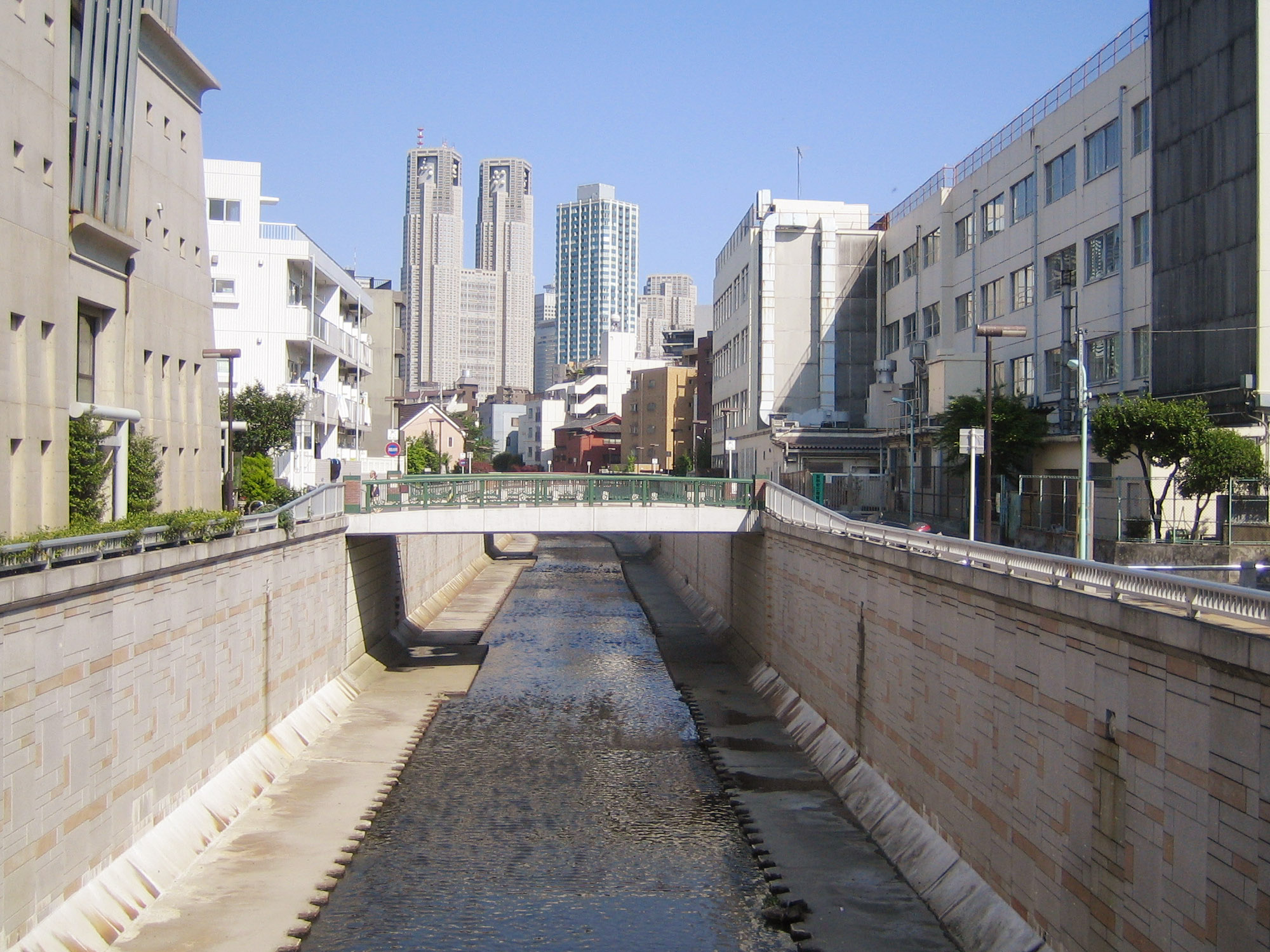
Kandagawa-ån flyter genom Nakano. I bakgrunden syns stadshuset i Shinjuku.

Nakano (中野区 Nakano-ku) är en av Tokyos 23 stadsdelskommuner med gräns i öster till Shinjuku (och ursprungligen ren sovstad till Tokyo).
I Nakano ligger Nakano Broadway, ett köpcentrum fokuserat på otakukulturen med spelhallar och affärer inom anime och manga, varav många tillhör Mandarake-kedjan som är ledande inom andrahandsförsäjning av leksaker, böcker och magasin.
Kända platser i kommunen är till exempel den berömda Sumo-dojon Takanohanabeya.
Musikern Ryuichi Sakamoto kommer från Nakano.
Nakano station trafikeras frekvent av pendeltåg på Chuolinjen, vilka även stannar vid den österut följande stationen Higashi-Nakano, och tunnelbanetåg på Tozai-linjen som övergår mellan tunnelbana och pendeltågslinje (som tåg ofta gör i Stortokyo).

## Stadsdelar i Nagano
Administrativa stadsdelar
- Minamidai (南台)
- Yayoichō (弥生町)
- Honchō (本町)
- Chūō (中央)
- Higashi-nakano (東中野)
- Nakano (中野)
- Arai (新井)
- Numabukuru (沼袋)
- Matsugaoka (松が丘)
- Eharachō (江原町)
- Egota (江古田)
- Maruyama (丸山)
- Nogata (野方)
- Yamatochō (大和町)
- Kamitakada (上高田)
- Wakamiya (若宮)
- Shirasagi (白鷺)
- Saginomiya (鷺宮)
- Kami-saginomiya (上鷺宮)